# Beinn Bhuidhe
Beinn Bhuidhe är ett berg i Storbritannien.   Det ligger i kommunen Argyll and Bute och riksdelen Skottland, i den nordvästra delen av landet, 600 km nordväst om huvudstaden London. Toppen på Beinn Bhuidhe är 948 meter över havet, eller 588 meter över den omgivande terrängen. Bredden vid basen är 10,6 km.
Terrängen runt Beinn Bhuidhe är huvudsakligen kuperad.Runt Beinn Bhuidhe är det mycket glesbefolkat, med 6 invånare per kvadratkilometer. Närmaste större samhälle är Inveraray, 14,9 km sydväst om Beinn Bhuidhe. Trakten runt Beinn Bhuidhe består i huvudsak av gräsmarker.